# Tmesisternus assimilis
Tmesisternus assimilis là một loài bọ cánh cứng trong họ Cerambycidae.